# Trần Định
Trần Định (tiếng Trung: 陈定, bính âm Hán ngữ: Chén Dìng, tiếng Latinh: Chen Ding), sinh ngày 05 tháng 08 năm 1992, người Hán, quê quán tại địa cấp thị Bảo Sơn, tỉnh Vân Nam, Trung Quốc. Anh là vận động viên thể thao chuyên nghiệp của nước Cộng hòa Nhân Dân Trung Hoa, trong bộ môn đi bộ điền kinh.
Trần Định là đội viên của Đội Điền kinh Quốc gia Trung Quốc, vận động viên của Trung tâm Huấn luyện thể dục Quân sự, Bộ Quản lý Huấn luyện Quân ủy Trung ương. Anh đã đạt được Huy chương Vàng Thế vận hội Mùa hè 2012, môn đi bộ điền kinh tại London, United Kingdom, đi bộ cự ly 20 km, với thành tích 1:18:46, đạt kỷ lục Olympic mới.

## Sự nghiệp thể thao
Trần Định đã bắt đầu tập luyện thể thao bộ môn đi bộ đường dài khi anh còn là thiếu niên. Lúc đầu, anh không đạt yêu cầu. Năm 13 tuổi, anh bị Đội huấn luyện Vân Nam gạt xuống vì thành tích không đạt yêu cầu và chấn thương vùng thắt lưng. Một năm sau, cơ thể của anh hồi phục, được bác sĩ Trưởng khoa của Bệnh viện Thể thao Vân Nam đánh giá không có vấn đề gì với cột sống thắt lưng và có thể tiếp tục tập đi bộ. Năm 2007, Trần Định được chọn vào đội đi bộ của Đội thể thao Thâm Quyến. Năm 2011 và 2012, Trần Định đã giành vị trí thứ ba trong Cuộc thi đi bộ Lugano Race ở Thụy Sĩ và vị trí thứ hai trong Giải vô địch đi bộ thế giới được tổ chức bởi Liên đoàn điền kinh quốc tế IAAF.

## Vô địch Olympic
Vào ngày 4 tháng 8 năm 2012, trong cuộc đua đi bộ 20 km nội dung nam của Thế vận hội Mùa hè 2012 mà Trần Định tham gia, anh đã thi đấu dựa trên phương án đi đều nửa đầu của trận đấu với các đối thủ, và tăng tốc dẫn đầu và thiết lập vững chắc lợi thế của mình ở khoảng cách 2000 mét trước vạch đích. Cuối cùng, anh đã giành chức vô địch trong sự kiện với thời gian 1 giờ, 18 phút và 46 giây, phá vỡ kỷ lục Olympic. Đây cũng là huy chương vàng đầu tiên và duy nhất trong sự kiện điền kinh của Trung Quốc tại Thế vận hội Mùa hè 2012. Đây cũng là lần đầu tiên Trung Quốc giành Huy chương Vàng trong bộ môn đi bộ điền kinh này kể từ khi tham gia Oympic lần đầu tiên thời Thế vận hội Olympic 1984, Huy chương Vàng thứ hai của Trung Quốc trong lĩnh vực điền kinh, sau Lưu Tường ở bộ môn chạy vượt rào 110 m ở Thế vận hội Mùa hè 2004.
Anh đã giành Huy chương Vàng đi bộ 20 km, phá kỷ lục Olympic này một ngày trước ngày sinh nhật 20 tuổi. Anh đã trả lời phỏng vấn: "Đây là món quà tuyệt vời cho sinh nhật của tôi!". Đến nay (năm 2020), kỷ lục Olympic bộ môn này của Trần Định vẫn chưa bị phá vỡ.